# Chaetonotus fluviatilis
Chaetonotus fluviatilis är en djurart som tillhör fylumet bukhårsdjur, och som beskrevs av Francesco Balsamo och Kisielewski 1986. Chaetonotus fluviatilis ingår i släktet Chaetonotus och familjen Chaetonotidae. Inga underarter finns listade i Catalogue of Life.